# Fran Pérez
Francisco Pérez Martínez, detto Fran (Valencia, 9 settembre 2002), è un calciatore spagnolo, attaccante del Rayo Vallecano.

## Carriera
Cresciuto nel settore giovanile del Valencia, debutta in prima squadra il 29 agosto 2022, in occasione dell'incontro della Liga perso per 0-1 contro l'Atlético Madrid, subentrando al minuto 74' a Samu Castillejo.
Il 15 agosto si trasferisce a titolo definitivo al Rayo Vallecano.

## Statistiche

### Presenze e reti nei club
Statistiche aggiornate al 15 agosto 2025.
| Stagione                 | Squadra                  | Campionato               | Campionato | Campionato | Coppe nazionali | Coppe nazionali | Coppe nazionali | Coppe continentali | Coppe continentali | Coppe continentali | Altre coppe | Altre coppe | Altre coppe | Totale | Totale |
| Stagione                 | Squadra                  | Comp                     | Pres       | Reti       | Comp            | Pres            | Reti            | Comp               | Pres               | Reti               | Comp        | Pres        | Reti        | Pres   | Reti   |
| ------------------------ | ------------------------ | ------------------------ | ---------- | ---------- | --------------- | --------------- | --------------- | ------------------ | ------------------ | ------------------ | ----------- | ----------- | ----------- | ------ | ------ |
| 2020-2021                | Valencia Mestalla        | SDB                      | 21         | 0          | -               | -               | -               | -                  | -                  | -                  | -           | -           | -           | 21     | 0      |
| 2021-2022                | Valencia Mestalla        | TDR                      | 36         | 13         | -               | -               | -               | -                  | -                  | -                  | -           | -           | -           | 36     | 13     |
| 2022-2023                | Valencia Mestalla        | SF                       | 8          | 3          | -               | -               | -               | -                  | -                  | -                  | -           | -           | -           | 8      | 3      |
| Totale Valencia Mestalla | Totale Valencia Mestalla | Totale Valencia Mestalla | 65         | 16         |                 | -               | -               |                    | -                  | -                  |             | -           | -           | 65     | 16     |
| 2022-2023                | Valencia                 | PD                       | 7          | 0          | CR              | 3               | 0               | -                  | -                  | -                  | SS          | 1           | 0           | 11     | 0      |
| 2023-2024                | Valencia                 | PD                       | 32         | 1          | CR              | 4               | 0               | -                  | -                  | -                  | -           | -           | -           | 36     | 1      |
| 2024-2025                | Valencia                 | PD                       | 26         | 0          | CR              | 3               | 0               | -                  | -                  | -                  | -           | -           | -           | 29     | 0      |
| Totale Valencia          | Totale Valencia          | Totale Valencia          | 65         | 1          |                 | 10              | 0               |                    | -                  | -                  |             | 1           | 0           | 76     | 1      |
| 2025-2026                | Rayo Vallecano           | PD                       | -          | -          | CR              | -               | -               | UECL               | -                  | -                  | -           | -           | -           | -      | -      |
| Totale carriera          | Totale carriera          | Totale carriera          | 130        | 17         |                 | 10              | 0               |                    | -                  | -                  |             | 1           | 0           | 141    | 17     |

## Palmarès

### Club

#### Competizioni nazionali
- Tercera División RFEF: 1

Valencia Mestalla: 2021-2022 (gruppo 6)